# Malval
Malval korábbi község Franciaországban, Creuse megyében. . 2019. január 1-jén Linard korábbi községgel egyesült és az így létrejött Linard-Malval új község része lett.
Lakosainak száma 47 fő (2018. január 1.). Malval Bonnat, Linard, Mortroux és Moutier-Malcard községekkel határos.

## Népesség
A település népességének változása:
| Lakosok száma | 72   | 55   | 53   | 57   | 48   | 44   | 42   | 45   | 45   | 47   |
|               | 1968 | 1975 | 1982 | 1999 | 2006 | 2011 | 2013 | 2016 | 2017 | 2018 |